# Радар-Прогресс
Радар-Прогресс — российский научный эксперимент, предполагает исследование наземными средствами наблюдения отражательных характеристик плазменных неоднородностей, генерируемых в ионосфере при работе бортовых двигателей ТГК «Прогресс». Эксперимент проводится на этапе автономного полета ТГК «Прогресс» после его отделения от МКС.

## Цель
Определение пространственно-временных зависимостей плотности, температуры, ионного состава локальных неоднородностей ионосферы, возникающих в результате работы бортовых ЖРД.

## Задачи
- измерение уровня и пространственно-временных характеристик возмущений плотности, температуры и ионного состава ионосферы, обусловленных работой ЖРД, в зависимости от направления инжекции струи относительно скорости полета КА и направления солнечного излучения;
- определение влияния сезонных вариаций параметров ионосферы и уровня солнечной активности на скорость и направление дрейфа локальных ионосферных неоднородностей.

## Оборудование
В эксперименте «Радар-Прогресс» задействована штатная аппаратура: двигательная установка ТГК «Прогресс» и радиоаппаратура УКВ-диапазона (ТОРУ), а также комплекс наземных средств радионаблюдения.
В состав комплекса наземных средств наблюдения входит научная аппаратура ИСЗФ СО РАН:
- Иркутский радар некогерентного рассеяния[англ.] (ИРНР)[2];
- телескоп АЗТ 33ИК;
- катадиоптрический телескоп (на общей монтировке с АЗТ33);
- 4-х канальный фотометр «Феникс»;
- CCD-камера TEC-1024;
- цифровой ионозонд DPS-4;
- цифровой УКВ радиоприёмник ADMDDC4x16 v3.0.

В качестве наземного средства радиозондирования будет использоваться радар некогерентного рассеяния ИСЗФ СО РАН. РНР является моностатическим импульсным радиолокатором с частотным сканированием и предназначен для обнаружения и измерения характеристик космических объектов.
При благоприятных условиях наблюдения для оптических измерений, будет задействоваться телескоп АЗТ 33ИК. В качестве дополнительного радиофизического средства измерения будет привлекаться цифровой ионозонд DPS-4. Для фотометрии неба могут быть использованы 4-х канальный фотометр «Феникс» и CCD-камера.
Бортовой УКВ передатчик (ТОРУ) имеет рабочую частоту 121 750 кГц. Для определения размеров и расположения области плазменной неоднородности, а также определения уровня плотности электронов в ней требуется включение бортового УКВ передатчика во время работы двигателя ТГК «Прогресс», а также в течение 10 мин до включения и после его выключения.

## История исследований
- Прогресс М-03М — с 23 апреля до 27 апреля 2010[3];
- Прогресс М-06М — с 31 августа до 6 сентября 2010[4];
- Прогресс М-09М — с 22 апреля до 26 апреля 2011[5];
- Прогресс М-11М — с 23 августа до 1 сентября 2011[6];
- Прогресс М-14М — с 19 апреля до 28 апреля 2012[7];
- Прогресс М-15М — с 31 июля до 20 августа 2012[8].
- Прогресс М-17М — с 15 апреля до 21 апреля 2013;
- Прогресс М-19М — с 11 июня до 19 июня 2013[9].